# Mas-d'Orcières
Mas-d'Orcières är en kommun i departementet Lozère i regionen Occitanien i södra Frankrike. Kommunen ligger i kantonen Le Bleymard som tillhör arrondissementet Mende. År 2018 hade Mas-d'Orcières 90 invånare.

## Befolkningsutveckling
Antalet invånare i kommunen Mas-d'Orcières
| Referens: INSEE |